# Michael Giles
Michael Rex Giles (* 1. března 1942 Waterlooville, Hampshire) je britský bubebník, spoluzakladatel rockové skupiny King Crimson.
Giles v roce 1967 založil spolu se svým bratrem Peterem a Robertem Frippem skupinu Giles, Giles and Fripp, která vydala jedno album a na podzim 1968 se přetransformovala do King Crimson. S touto kapelou hrál Giles během roku 1969, kdy vyšlo jejich debutové album In the Court of the Crimson King. V prosinci 1969 ale společně s Ianem McDonaldem skupinu opustil, nicméně podílel se jako studiový hudebník na druhém albu In the Wake of Poseidon. S McDonaldem také nahrál a vydal společné album McDonald and Giles. V 70. letech dále působil jako studiový bubeník, spolupracoval s mnoha hudebníky, jako jsou Leo Sayer, Steve Winwood či Yvonne Ellimanová. V roce 1978 nahrál ve svém domácím studiu sólové album Progress, které ale vyšlo až v roce 2002.
V roce 2002 spoluzaložil skupinu 21st Century Schizoid Band, která hraje skladby King Crimson z přelomu 60. a 70. let 20. století. Po prvním turné ale přenechal bicí, kvůli únavě z živého hraní, dalšímu bývalému bubeníkovi King Crimson, Ianu Wallaceovi.
Koncem roku 2008 vznikla nová Gilesova skupina s názvem MAD Band.